# Supreme Immortal Art
Supreme Immortal Art è il quarto album in studio del gruppo musicale Abigor, pubblicato il 1998 dalla Napalm Records. 

## Tracce
1. "Satan in Me" - 6:19
2. "Supreme Immortal Art" - 5:03
3. "Soil of Souls" - 4:29
4. "Eclipse My Heart, Crown Me King" - 4:41
5. "The Spirit of Venus" - 5:58
6. "Blood and Soil" - 4:47
7. "Magic Glass Monument" - 5:52
8. "Exhausted Remains" - 3:50

## Formazione
- Silenius - voce
- Peter Kubik - chitarra, tastiere
- Thomas Tannenberger - batteria, chitarra, tastiera